# Gentryville
Gentryville és una població dels Estats Units a l'estat d'Indiana. Segons el cens del 2000 tenia 262 habitants.

## Demografia
Segons el cens del 2000, Gentryville tenia 262 habitants, 95 habitatges, i 81 famílies. La densitat de població era de 259,4 habitants/km².
Dels 95 habitatges en un 41,1% hi vivien nens de menys de 18 anys, en un 67,4% hi vivien parelles casades, en un 11,6% dones solteres, i en un 14,7% no eren unitats familiars. En el 12,6% dels habitatges hi vivien persones soles el 5,3% de les quals corresponia a persones de 65 anys o més que vivien soles. El nombre mitjà de persones vivint en cada habitatge era de 2,76 i el nombre mitjà de persones que vivien en cada família era de 2,95.
Per edats la població es repartia de la següent manera: un 26,3% tenia menys de 18 anys, un 9,9% entre 18 i 24, un 27,1% entre 25 i 44, un 22,5% de 45 a 60 i un 14,1% 65 anys o més.
L'edat mediana era de 37 anys. Per cada 100 dones de 18 o més anys hi havia 94,9 homes.
La renda mediana per habitatge era de 38.750$ i la renda mediana per família de 41.750$. Els homes tenien una renda mediana de 29.375$ mentre que les dones 23.542$. La renda per capita de la població era de 15.752$. Entorn del 5,1% de les famílies i el 9,6% de la població estaven per davall del llindar de pobresa.

## Poblacions més properes
El següent diagrama mostra les poblacions més properes.